# 20-й полк радиационной, химической и биологической защиты
20-й полк радиационной, химической и биологической защиты (20 пРХБЗ, в/ч 12102) — тактическое соединение Сухопутных войск Российской Федерации в составе 1-й гвардейской танковой армии. Пункт постоянной дислокации — посёлок Центральный Нижегородской области.

## Описание
Полк сформирован 12 декабря 2014 года. Пунктом постоянной дислокации подразделения стал бывший военный городок 16-го отдельного учебного полка Железнодорожных войск (в/ч 10905) в рабочем посёлке Центральный Нижегородской области. 26 декабря 2015 года начальник службы РХБЗ Западного военного округа генерал-майор Михаил Чернышев вручил полку боевое знамя.
С 22 марта по 7 мая 2020 года специалисты из состава войск РХБЗ принимали участие в борьбе с коронавирусной инфекцией на севере Италии и Сербии. Военнослужащие подразделения также проводили специальную обработку социальных объектов в Нижегородской области. Личный состав соединения принимал участие в отработке решения задач по локализации ЧС, связанных с возникновением угрозы массового заражения и распространения вирусных инфекций.
В 2015 и 2024 годах военнослужащие полка принимали участие в Параде Победы на площади Минина в Нижнем Новгороде.
Основным полигоном для обучения личного состава полка является Мулинский полигон.
С 2022 года принимает участие во вторжении России в Украину.

## Состав
- 1-й батальон радиационной, химической и биологической защиты
  - Рота радиационной, химической и биологической разведки
  - 1-я рота специальной обработки
  - 2-я рота специальной обработки
  - Взвод обеспечения
- 2-й батальон радиационной, химической и биологической защиты
- Батальон огнемётный и аэрозольного противодействия
  - Рота аэрозольного противодействия
  - Огнемётная рота
  - Рота специальных машин
  - Взвод обеспечения
- Взвод эвакуации и ремонта
- Взвод материального обеспечения
- Радиовзвод
- Комендантский взвод
- Медицинский пункт
- Лаборатория
- Расчётно-аналитическая группа

## Оснащение
- БРДМ-2РХБ
- РХМ-4 (РХМ-4-01)
- РХМ-6[8]
- УАЗ-469РХ
- АРС-14 на базе ЗИЛ-131Н[9]
- АРС-14-КМ на базе КАМАЗ-43114[9]
- БМ-1
- ТЗМ-Т
- ТМС-Т[10]
- КЛП-10[9]
- РАГ-2М
- ПРХМ-Д
- ТДА-2К[11] (ТДА-2М, ТДА-М, ТДА-3А)
- КДА[12]
- КРПП-2[13]
- УАЗ 39621
- УАЗ Патриот
- МТО-АТ
- РЭМ-КЛ

## Командиры
- подполковник Глебов П. (2014—2017)
- подполковник Игрунов А. Н. (2017—2022)
- подполковник Баренцев В. П. (2022 — н. в.)

## Отличившиеся воины полка
- Журавлёв Владислав Николаевич — старший лейтенант, командир огнеметной роты, Герой Российской Федерации[14]